# Pasifik Satelit Nusantara
Pasifik Satelit Nusantara, kurz PSN, ist ein privates indonesisches Telekommunikationsunternehmen, welches im Jahr 1991 gegründet wurde und als erstes indonesisches Unternehmen satellitengestützte Telekommunikation anbot. 1996 wurde es außerdem zum ersten indonesischen Unternehmen, das an der NASDAQ-Börse notiert ist.
Im Jahr 2019 ließ PSN mit Nusantara Satu Indonesiens ersten Breitband-Kommunikationssatelliten starten. Der Satellit nutzt High-Throughput-Technologie und sollte Breitbandkommunikation für das gesamte Gebiet Indonesiens bereitstellen.
Für den Start des Satelliten Satria (Nusantara Tiga) wurde das Konsortium Satelit Nusantara Tiga ins Leben gerufen, bei dem Pasifik Satelit Nusantara der Hauptakteur ist. Weitere Beteiligte sind die Firmen Pintar Nusantara Sejahtera, Nusantara Satelit Sejahtera und Dian Semesta Sentosa.

## Satellitenflotte
Stand der Liste: 30. September 2023
| Name           | Andere Bezeichnungen                                           | Startdatum (UTC) | Trägerrakete        | Startplatz | Satellitenbus                          | NSSDC-ID  | Position           | Anmerkungen                                                             |
| -------------- | -------------------------------------------------------------- | ---------------- | ------------------- | ---------- | -------------------------------------- | --------- | ------------------ | ----------------------------------------------------------------------- |
| PSN 5          | Sinosat 1, Xinnuo 1, Intelsat APR-1, ZX-5B, ChinaSat 5B, PSN V | 18. Juli 1998    | Langer Marsch 3B    | Xichang    | Spacebus 3000A (Aérospatiale)          | 1998-044A | 146° Ost           | Satellit im Jahr 2012 von Chinasat übernommen, inzw. außer Betrieb      |
| Nusantara Satu | Nusantara 1, PSN 6, PSN VI                                     | 22. Feb. 2019    | Falcon 9 Block 5    | CCAFS      | SSL-1300 (Space Systems/Loral)         | 2019-009A | 146° Ost           | HTS-Satellit                                                            |
| Nusantara 2    | Nusantara Dua, Palapa N1                                       | 9. Apr. 2020     | Langer Marsch 3B/G2 | Xichang    | Dong Fang Hong 4E (CAST)               | –         | 146° Ost (geplant) | Satellit ging bei Fehlstart verloren                                    |
| Nusantara H-1A | G-Space 1, GS 1                                                | 1. Mai 2023      | Falcon Heavy        | KSC        | CubeSat 16U (Space Inventor)           | 2023-060C | 116° Ost           | Nutzlast an Bord von G-Space 1, soll geostationäre Position reservieren |
| Satria         | Nusantara Tiga, Nusantara 3                                    | 18. Juni 2023    | Falcon 9 Block 5    | CCSFS      | Spacebus-Neo 200 (Thales Alenia Space) | 2023-086A | 146° Ost           | VHTS-Satellit mit elektrischem Antrieb                                  |
| Nusantara Lima | Nusantara 5                                                    | 2025 (geplant)   | Falcon 9 Block 5    | CCSFS      | BSS-702MP (Boeing Satellite Systems)   | –         | 146° Ost           | noch nicht gestartet, soll parallel zu SATRIA arbeiten                  |